# دائرة قالمة
دائرة قالمة هي إحدى دوائر ولاية قالمة الجزائرية.